# Слана (приток Коппера)
Слана (англ. Slana River) — река на юго-востоке штата Аляска, США, приток реки Коппер.
Берёт начало из ледника близ горы Кимбалл в Аляскинском хребте на высоте 1567 м над уровнем моря. Течёт преимущественно в южном направлении. В верхнем течении протекает по узкой долине, однако ближе к устью долина расширяется и река начинает меандрировать. Впадает в реку Коппер в статистически обособленной местности Слана, на высоте 641 м над уровнем моря. Длина реки составляет 89 км.
Индейское название реки было впервые записано в 1885 году офицером армии США Генри Туреманом Алленом.
Основные притоки реки включают: Ателл-Крик, Руфус-Крик, Поркупайн-Крик, Натат-Крик, Суслота-Крик, Карлсон-Крик, Мабел-Крик, Гранит-Крик, Джек-Крик и Алтерейшн-Крик.